# 国鉄レム5000形貨車
国鉄レム5000形貨車（こくてつレム5000がたかしゃ）は、1964年 （昭和39年）から1969年（昭和44年）に掛けて1,461両が新造された日本国有鉄道（国鉄）の冷蔵車である。本項目では、レム5000形と同等の車体を使用した試作車のレム9000形、およびその後の実現しなかった国鉄冷蔵車についても説明する。

## 概要

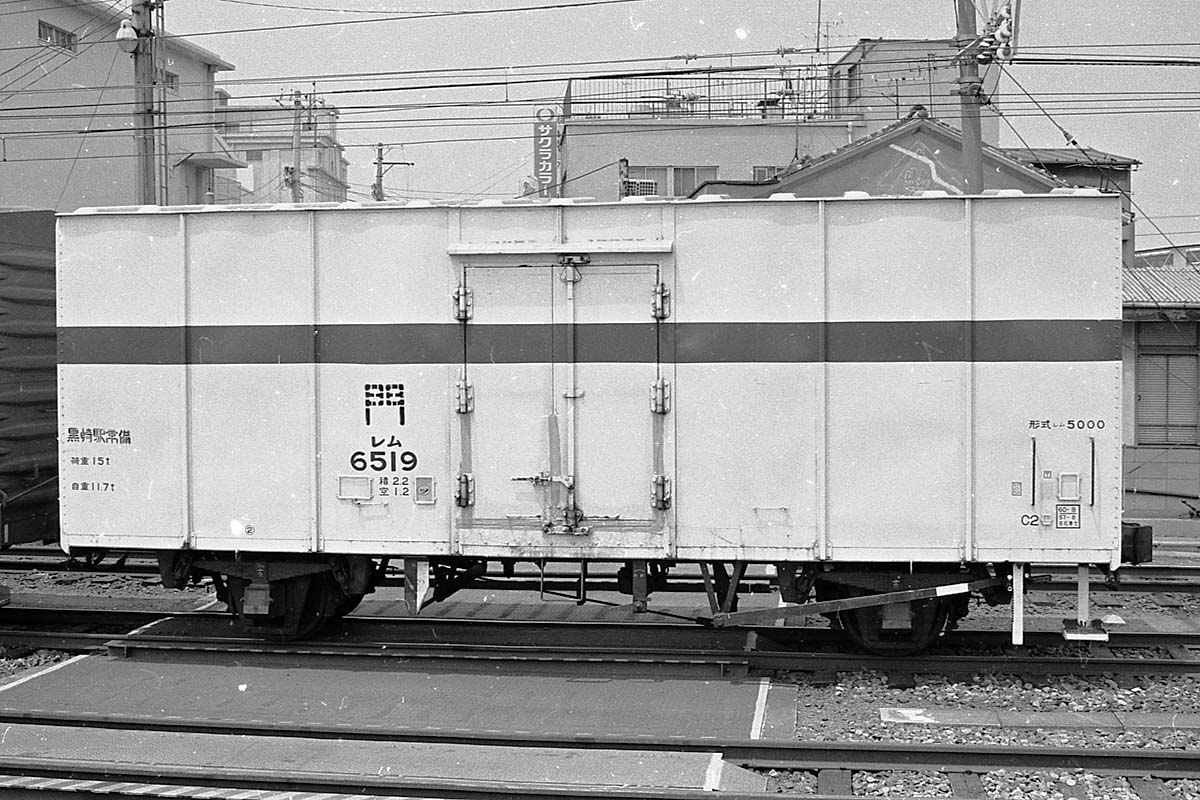
レム6519（2次型）

昭和30年代末、国鉄の貨物輸送量は史上空前の量に達していた。国鉄ではこれをさらに改善していくべく新型貨車の開発や荷役作業の機械化などの取り組みを進めていた。こうした動きは冷蔵車にも適用され、この当時保冷性の高い冷蔵車として実績があったレ12000形を代替する重保冷の冷蔵車が計画された。これが本形式である。
本形式の開発より前に、有蓋車との兼用を考慮して開発した軽保冷のレム1形、レム400形が存在していたが、どちらも保冷性の低さから荷主に敬遠されており、軽保冷レムの後継車両開発計画はキャンセルされている。
本形式は、全長8,880 mm、全幅2,777 mm、全高3,702 mm、自重11.4 t で、冷蔵車を本来の用途として設計された二軸車としては、初めて荷重が15 t に達した。車内容積も通常の有蓋車と同等になり、有蓋車の代用として使用した場合の利便性も確保されていた。15 t 積であっても軸重は13.2 t に抑えられており、丙線入線も可能である。氷槽は従来ほとんど使用されていなかったので設置されなかった。断熱材はガラス綿を使用している。
走行装置は二段リンク式で、最高速度は75 km/h である。
本形式は、三菱重工業三原工場と舞鶴重工で製作が行われた（レム6135 - レム6199の65両のみ日立製作所製作）。1964年（昭和39年）3月に試作のレム5000が登場し、設計どおりの性能が確認されたため同年9月から量産が開始された。レサ10000形を製造した1966年（昭和41年）度のみ製作が中断しており、1967年（昭和42年）度製造の分からは2次型となり車内にドライアイスを置く棚が取り付けられるなどの改良が行われている。1次型は851両が製作されレム5000 - レム5850となった。2次型は同一形式ながら6000番台が割り当てられ、610両が製作されレム6000 - レム6609となっている。
「レム」という形式記号が割り当てられた車両には、それまでレム1形とレム400形という2形式の軽保冷車があり、その低い保冷性能から荷主から不評を受けていたため、当初は本形式もその「レム」という称号ゆえに保冷性には、荷主から不審の目が向けられていた。そのため、国鉄は性能比較試験結果を公表するなどして不審の打ち消しに努めた。また、在来の「レム」と異なる保冷性の高さをアピールするために車体に青帯（青15号）が30 cm 幅で巻かれ、イメージ改善措置がとられた。
昭和50年代後半になると国鉄の鮮魚輸送は急速に衰退して、本形式も余剰となった。このため1982年（昭和57年）から廃車が始められた。1984年2月1日国鉄ダイヤ改正では、北海道においてサッポロビール向けのビール保温輸送に61両、黒崎駅から全国に向けて三菱化成のドライアイスの発送に25両、長崎駅から下関駅、山陰方面への鮮魚輸送に5両が残るのみとなった。しかし、これらの輸送もまもなく廃止され、本形式は1986年（昭和61年）に形式消滅となってJRに継承されたものはなかった。

### レム9000形
貨物列車の高速化の流れに対応するために、二軸貨車はヨンサントオ（昭和43年10月ダイヤ改正）でそれまでの最高速度が65 km/h から75 km/h に引き上げられ、レム5000形もこれに対応していた。しかしさらに高速化を進めるために二軸車の85 km/h対応化が計画され、その試作車としてレム9000形が1968年（昭和43年）に2両（レム9000, レム9001）、三菱重工業と日本車輌製造で製造された。車体はレム5000形2次型と全く同一であり、走り装置に一軸台車を使用している点が異なっていた。
落成後は、塩釜港駅常備となり、走行試験に供された。走行試験では85 km/h 走行に一応成功したが、結局85 km/h の貨物列車は本格的に運行されることはなく、本形式も量産されなかった。そのまま逆に65 km/h 指定の「ロ」標記がなされ、重保冷を示す青帯と65 km/h 制限を示す黄帯を両方巻いた特異な外観の状態で長らく放置され、1978年（昭和53年）に廃車された。

### FRP冷蔵車
昭和40年代に入ると新たな材料として繊維強化プラスチック（FRP）が注目されるようになった。これを用いてレム5000形の更なる後継車両が計画された。FRPを車体全体に用いることで軽量化と断熱性の高さを達成できると見込まれたためである。開き戸と引き戸を組み合わせることで側面を全開にすることができる設計が検討されていた。しかし冷蔵車の時代が既に終わりつつあったため、構想のみで終わった。